# 瑙萨里县

古吉拉特邦南部地区

瑙萨里县（Navsari district）为印度古吉拉特邦辖县。地处古邦东南部，县域东部与当斯县、马哈拉施特拉邦接壤，南接瓦尔萨德县，北连苏拉特县，西临坎贝湾。面积2,211平方公里，人口1,329,672人（2011年），其中城镇人口27.36%（2011年），人口密度602/km2。行政中心驻瑙萨里。